# Lagringsmedie
 For alternative betydninger, se Medium. (Se også artikler, som begynder med Medium)
Et lagringsmedie er et medie til opbevaring af data.
Der skelnes ofte mellem stationære og flytbare lagermedier samt digitale og analoge.
Eksempler på digitale lagringsmedier er: Harddiske, usb-nøgler cd'er og dvd'er.